# Скунья
Скунья, Скупья (бел. Скуп'я, бел. Гараднянка) (бел. Скуп'я) — река в Белоруссии, правый приток Оршицы, протекает по Оршанскому району Витебской области.
Длина — 19 км. Площадь водосборного бассейна — 52 км². Средний наклон водной поверхности — 2,53 м/км.
Исток реки находится в 1 км к юго-западу от деревни Стайки Межевского сельсовета. Протекает через деревни Новое Село, Межево, Юрцево, Хлусово и Антовиль. Впадает в Оршицу у деревни Антовиль, в 3 км к северу от города Орша. От истока до деревни Новое Село устье канализировано.